# Русаков, Евдоким Евдокимович
Евдоки́м Евдоки́мович Русако́в (1924—2001) — русский советский поэт.

## Биография
Родился в многодетной крестьянской семье в деревне Сопки Мошенского района Новгородской области 26 июля 1924 или 1926 года. С 9 лет работал пастухом, окончил 7 классов. В 1942 году был отправлен на оборонные работы, где получил тяжёлое ранение, после которого остался инвалидом. После войны работал пастухом, сапожником, механизатором. В 1955 году переехал в деревню Коровкино, в этом же году стал членом литобъединения при газете «Красная искра». Когда вся семья заболела энцефалитом, оказался в больнице, жена скончалась, дети были отправлены в интернаты, откуда впоследствии удалось их забрать. С 1973 года публиковал книги стихов. В 1980 году был принят в Союз писателей СССР. После убийства дочери скоропостижно умер в 2001 году.

## Творчество и оценки
Первые стихи были опубликованы в 1953 году в районной газете «Мошенский колхозник». В 1961 году стихи Русакова были изданы в сборнике новгородских поэтов «У Ильмень-озера». В 1973 году издательство «Детская литература» опубликовало тиражом 150 тысяч экземпляров его книгу стихов «Мельница-метелица» (в 1980 году было издано дополненное издание). В 1979 году в «Лениздате» вышла вторая книга «Живу я в маленькой деревне». В дальнейшем вышли книги «Заозёрье» (1982 год), «Солнце взошло» (1985 год) и «Июль — мой прародитель» (1987 год). Некоторые из этих книг выходили с иллюстрациями художницы Елизаветы Васнецовой.
Отзывы на книги Русакова были опубликованы в «Комсомольской правде», «Неве», «Культуре и жизни» и других изданиях. В журнале «Нева» писали: «Основное содержание стихов Русакова — поэзия труда на земле, где автор не гость, не созерцатель, он плоть от плоти этой земли: „бабкой-повивалкой мне был родной простор“, „вместе с деревенским домом
я, как тополь, в землю врос“. О чём бы ни писал поэт — в картинах природы, в сценках деревенского быта, в воспоминаниях о прошлом, о детстве, о войне — чувствуются психология, этика человека, знающего по собственной судьбе сызмальства радости и тяготы крестьянского труда, цену взращивания хлеба».
Михаил Дудин писал о творчестве Русакова: «Душа у Евдокима Евдокимовича добрая, светлая и такая же, наверно, ясная, как его пронзительно
синие глаза, похожие на высокое небо, промытое грозами и просушенное солнышком. Он знает землю. Он знает подлинную цену хлеба. Он понимает красоту земли и сладкую усталость
человека, умеющего возделывать эту землю. Он поэт по самой сути склада своего характера, и его стихи естественны, как лёгкий шелест ветра по истомлённому июньским зноем ольшанику. В них есть запах земляники и болиголова, хруст снега и песня жаворонка, умеющего держать на тоненькой ниточке песни большую планету Земля».
Михаил Полевиков, исследователь творчества Е. Русакова, проводит параллели между его поэзией и поэзией Игоря Григорьева.
В 2019 году на собрании в Санкт-Петербургском Доме писателя отмечали: «Казалось бы, чего нового, своего мог сказать деревенский пастух после Сергея Есенина, Николая Рубцова, Игоря Григорьева?.. Однако Русакову удалось найти собственную, узнаваемую поэтическую интонацию. Несмотря на тяжёлую личную судьбу, а может быть, — и вопреки ей — он писал „простые“, прозрачные и ясные стихи, радующие душу».

## Признание
- В 1984 году о Русакове был снят документальный фильм[8]. Режиссёр — В. С. Правдюк.
- С 2009 года в Боровичском районе проходят ежегодные Русаковские чтения[9].
- В Перёдском Доме культуры работает музей Евдокима Русакова[10].
- В 2014 году в память о поэте учреждена муниципальная награда — медаль «Поэт Евдоким Русаков»[11].
- В 2016 году в деревне Перёдки установлен памятник Е. Русакову[12].